# Berowra, New South Wales
Berowra este o suburbie în Sydney, Australia.